# Luigi Canali (arcybiskup)
Luigi Canali OFM, także Luigi da Parma (ur. 8 lutego 1836 w Parmie, zm. 22 kwietnia 1905 tamże) – włoski arcybiskup katolicki, generał franciszkanów w latach 1889–1897.

## Biografia
Luigi Canali urodził się w Parmie w północnych Włoszech 8 lutego 1836 roku. Wstąpił do prowincji bolońskiej Zakonu Braci Mniejszych Obserwantów w klasztorze w Rimini 12 grudnia 1852 roku. Po rocznym nowicjacie złożył pierwszą profesję 12 grudnia 1853 roku. Przeznaczony przez przełożonych do kapłaństwa, studiował filozofię i teologię w Bolonii i Ferrarze. Po złożeniu wieczystych ślubów zakonnych, przyjął święcenia kapłańskie w 1859 roku. Następnie był lektorem filozofii w Carpi, potem teologii w Reggio i Parmie. Pracował w parafii w Sacca (Colorno). Od 1877 roku był proboszczem w parafii Wniebowzięcia w Parmie.
W 1882 roku o. Canali został wybrany prowincjałem swojej macierzystej prowincji zakonnej w Bolonii. Urząd pełnił dwie kadencje. Po zrzeczeniu się mandatu generalskiego przez reformatora zakonu o. Bernardyna z Portogruaro, za wyraźną zgodą papieża Leona XIII, o. Luigi Canali wybrany został generałem franciszkanów obserwantów podczas kapituły generalnej w Rzymie 3 października 1889 roku.
Podczas sprawowania urzędu generała Luigi Canali odwiedził braci pracujących w Kustodii Ziemi Świętej w Palestynie. Jego wizyta w Bazylice Grobu Bożego w Jerozolimie 1 czerwca 1893 roku upamiętniona została wybiciem specjalnego medalu.
Generał Canali sprzyjał dążeniom zjednoczeniowym wśród obserwantów. Inaugurował rzymskie Antonianum przy Via Merulana. Uczestniczył w kapitule generalnej w Asyżu w 1895 roku pod przewodnictwem kardynała Egidia Mauriego, na której przedstawiciele czterech oddzielnych rodzin franciszkańskich opowiedzieli się za zjednoczeniem (obserwanci, reformaci, alkantarzyści, rekolekci). Gdy 4 października 1897 roku na mocy konstytucji apostolskiej Felicitate quadam Leona XIII dokonała się Unia Leoniańska, Canali wraz z całym definitorium generalnym dobrowolnie zrezygnowali z urzędów. Nowym generałem zjednoczonego zakonu mianowany został Alojzy Lauer.
3 sierpnia 1901 roku Luigi Canali wyniesiony został do godności tytularnego arcybiskupa Ptolemais in Thebaide. Sakrę biskupią przyjął 18 sierpnia 1901 roku z rąk kard. Francesca di Paola Cassetty. Współkonsekratorami byli franciszkańscy biskupi Giacomo Ghezzi i Bernhard Döbbing. Abp Canali był konsultorem w Kongregacji ds. Ewangelizacji Narodów (Do spraw obrzadku wschodniego). 14 września 1901 ogłoszono nominację Canaliego na siedzibę biskupią Reggio Emilia. Godności nie przyjął, tłumacząc się wiekiem i stanem zdrowia. W 1904 roku przeprowadził wizytację, jako wizytator apostolski diecezji w Mediolanie, Como i Lodi.
Arcybiskup Luigi Canali zmarł w Parmie 22 kwietnia 1905 roku.

## Publikacje
- 1874 – Cenni sulla vita e dottrina del serafico dottore San Bonaventura da Bagnorea, Parma
- 1885 – Memorie intorno alla vita del P. Francesco Varoli Minore osservante raccolte nell anno 1875 dal P. Luigi Canali da Parma, Parma
- 1886 – Scholastica, doctor Seraphicus et schola franciscana. Oratio habita ad sacrae theologiae tyrones in coenobio Sancti Spiritus Ferrariae, Parma
- 1887 – De laudibus Seraphici Doctoris Bonaventurae prout est cum divo Thoma Aquinate Scholasticae sapientiae princeps et Scholae franciscanae luminare praecipuum. Oratio ad suos studiosos adolescentes habita a Patre Aloysio de Parma almae Minorum de Observantia Provinciae Bononiae ministro, Parma
- 1893 – Doctoris Seraphici S. Bonaventurae S. R. E. Episc. Card. Commentarii in Sacram Scripturam, t. VI, Quaracchi (redakcja)
- 1895 – Doctoris Seraphici S. Bonaventurae S. R. E. Episc. Card. Commentarius in Evangelium s. Lucae, t. VII, Quaracchi (redakcja)